# Menasse von Dorthe
Menasse von Dorthe (eigentlich: d’Orchez) (* 1660; † 1731) war ein kurbrandenburger Generalleutnant und Chef einer Freikompanie.

## Leben
Menasse von Dorthe stammte aus der Familie des Claude Antoine de Bienne Baron de Clervant, einem Geschlecht aus dem auch die Könige von Burgund entstammen. Es war ein uradeliges Geschlecht in Metz.
Wie viele Andere kam er nach Aufhebung des Edikts von Nantes über Metz nach Brandenburg. Dort ging er in die Armee und wurde 1688 Oberstleutnant im Infanterie-Regiment Nr. 13 (Varenne) das seiner Zeit nur aus französischen Flüchtlingen bestand. 1692 wurde er Oberst und 1698 Generalmajor. Im November 1701 stellte er für den König Friedrich Wilhelm I. ein weiteres französisches Regiment auf. Es wurde von dem Brandenburger nach Holland geschickt. Dort sollte General Varenne Chef und Dorthe Kommandeur werden. Der letztere wollte aber nicht und wurde daher in das Infanterie-Regiment Nr. 10 (Alt-Heiden) versetzt. Im Jahre 1703 errichtete er eine Freikompanie, die im März in Rathenow zusammengestellt und nach Magdeburg in Garnison verlegt wurde. 1713 wurde er zum Generalleutnant ernannt. Die Freikompanie Dorthe ging 1713 im  Infanterie-Regiment Nr. 22 auf.

## Familie
Er war mit Marie de Meaux (1654–1737) verheiratet. Sie war die Witwe des Generals Briquemault.